# 皇明大儒王阳明先生出身靖乱录
《皇明大儒王阳明先生出身靖乱录》，又称《王阳明先生出身靖乱录》或简称《王阳明靖乱录》，是一部明朝小说，可归为即时小说或人物传记一类，因主角王阳明为明朝中期人物，而且一般学界认为小说成书于明朝中后期，作者为通俗作家冯梦龙。

## 主人公
王阳明，名守仁，号阳明先生或阳明子。王阳明明朝政治家、军事家、哲学家、教育家、文学家、书法家及诗人，是中国古代罕有的“全能大儒”。小说主要描绘王阳明的出生及人生经历，侧重其事功。

## 著作及作者
《皇明大儒王阳明出身靖乱录》中有一篇收录在另一部著作《三教偶拈》中。《三教偶拈·序》后作者署名“东吴畸人七乐生”，此署名被考证为冯梦龙的别号。《皇明大儒王阳明出身靖乱录》中的结尾诗署有“髯翁”，也被认为是冯梦龙晚年在其所著小说中的别署。
《皇明大儒王阳明出身靖乱录》作者是否为明朝中晚期通俗作家冯梦龙还存有争议，还有学者认为该著作完成于清朝康熙年间。

## 流传版本
历史上有数种流传版本，如下：
- 明朝，墨憨斋编，《王阳明出身靖乱录》：民国五十七年（1968年）七月，初版，平装，32开，影印本。台湾台北广文书局印行。
- 日本弘毅馆开雕本，《皇明大儒王阳明出身靖乱录》，日本东京都文京区东洋文库。